# Vibrato
Il vibrato è un effetto musicale che consiste nella variazione periodica dell'altezza di un suono riprodotta (una modulazione di frequenza).
Si ottiene facilmente negli strumenti a corde, negli archi e negli ottoni.

## Nel canto
Nel canto vi sono diversi tipi di vibrato che si possono definire corretti in senso musicale:
- IL VIBRATO DI INTENSITÀ: è costituito da variazioni ritmiche dell'ampiezza dell'onda sonora. Si mantiene quindi la stessa nota aumentandone periodicamente il volume. Il risultato è il seguente: si ha la sensazione che il suono durante la variazione si apra orizzontalmente con una sorta di effetto stereo che enfatizza lo spettro delle frequenze;
- IL VIBRATO DI MODULAZIONE: invece è composto da variazioni ritmiche della frequenza dell'onda sonora. Si mantiene lo stesso volume cambiando periodicamente l'altezza della nota. L'effetto è quello di un'onda di variazione della nota che si muove in senso verticale, tenendo al centro la frequenza della nota base. La nota si muove in modo alternato e così misurato da crescente a calante da creare un approssimativo riferimento acustico centrale. Come se su una linea retta tracciassimo un'onda che va da +1 a 1 passando sempre per il centro. Il vibrato di modulazione non va assolutamente confuso con il trillo musicale, che è invece un cambio veloce e repentino tra due note ben distinte! Il vibrato di modulazione viene usato molto nella canzone classica napoletana;
- IL VIBRATO MISTO: è la combinazione non casuale ma secondo regole musicali del vibrato di intensità e di modulazione. Sulla nota quindi vengono effettuate delle variazioni sia nell'altezza sia nel volume, con predominanza variabile di uno dei due aspetti secondo il genere musicale. In pratica nel linguaggio del canto sono usuali i tre tipi di vibrati corretti (intensità, modulazione e misto). Se non si è in grado di creare variazioni di pressione dell'aria né di cambiare la nota in modo misurato, si ricorre al vibrato di spezzatura, composto da piccole interruzioni della nota emessa, eseguite in modo abbastanza veloce, anche perché un'esecuzione lenta rischia davvero di essere molto poco piacevole all'ascolto, come una flebile risata dal ritmo frenetico;
- IL VIBRATO FINTO O DI SPEZZATURA: in alcune tecniche di canto folclorico e nella canzone francese si usa l'effetto comunemente detto vibrato caprino o di risata, che in gergo tecnico si definiscono vibrato finto o di spezzatura, in quanto non è propriamente un vibrato. Come già detto, il vibrato finto o di spezzatura non è propriamente un vibrato. Quello che accade durante l'emissione di questo effetto sonoro non è altro che una brusca interruzione della fonazione, molto spesso involontaria e in rari casi utilizzata come scelta stilistica. Essa è causata da un velocissimo alternarsi delle contrazioni dei muscoli adduttori e abduttori delle corde vocali, ed è accompagnata da un picchiettio di pressione sottoglottica che aiuta le corde ad aprirsi bruscamente, una sorta di meccanismo simile a una risata, ma trattenuta nella potenza. Pensiamo a cantanti della musica popolare francese, come Mireille Mathieu e Edith Piaf: di norma il loro vibrato caratteristico è definito caprino, in senso dispregiativo. Questo vibrato va studiato comunque per comprenderne la funzione e per poterlo eseguire se le esigenze professionali lo richiedono.

Un mito abbastanza comune è che alcune persone siano dotate di "vibrato naturale". Tuttavia, il vibrato non è un effetto naturale. Il cosiddetto "vibrato naturale" anche quando sembra corretto di fatto non lo è. Il vibrato è il frutto di un lavoro lungo e impegnativo che pone le sue basi nella perfetta gestione del coordinamento pneumofonico. È quindi paradossale sostenere che il vibrato è naturale, che non tutti possono averlo e che addirittura l'uso di una pietra dura come ciondolo possa aiutare a liberare un "vibrato naturale" bloccato.